# Anadolu Efes S.K.
El Anadolu Efes Spor Kulübü (conocido como Efes Pilsen hasta 2011) es un equipo de baloncesto de la ciudad de Estambul que, por palmarés, es considerado como uno de los equipos más importantes en la historia del baloncesto turco, ya que ha ganado el título de Liga en 15 ocasiones. También ha conseguido ganar la Euroliga en las temporadas 2020-2021 y 2021-2022, siendo el segundo equipo turco que lo consigue, después del Fenerbahce S.K. (1 título).
El pabellón en el que juega sus partidos como local actualmente es el Sinan Erdem Spor Salonu. Anteriormente lo hacía en el legendario Abdi İpekçi Arena, hasta que cerró sus puertas en 2017, para ser demolido en 2018.

## Historia
El club se fundó en 1976 bajo el nombre de Efes Pilsen S.K., tras la compra de los derechos del club de segunda división Kadıköyspor. En 1978 ganó el título de campeón de la segunda división turca finalizando el campeonato sin conocer la derrota y ascendiendo a la máxima categoría del baloncesto turco donde ha permanecido desde entonces.
En su primera temporada en la élite, el club consiguió ganar el título de liga, estableciéndose desde entonces como uno de los equipos punteros del baloncesto otomano como lo demuestran los otros 13 títulos de liga que ha logrado hasta la fecha.
En Europa su máximo logro fue la consecución de la Copa Korać de 1996, convirtiéndose en el primer club turco en lograr un título continental de baloncesto. Otro hito en su historia fue el conseguir clasificarse para disputar la Final Four de la Euroliga del año 2000, del año 2019 y del año 2021, ganando esta última ante el FC Barcelona por 86-81.
Al año siguiente repetirían el título de la Euroliga imponiéndose esta vez al Real Madrid y convirtiéndose en el club turco con más títulos europeos.
En el 2006, el Efes Pilsen se convirtió en el primer equipo turco invitado a jugar contra un equipo NBA. Los partidos fueron contra los Denver Nuggets en Denver (Colorado) el 11 de octubre y contra los Golden State Warriors en Oakland (California) el 13 de octubre.

## Títulos
- Copa Korać (1): 1996.

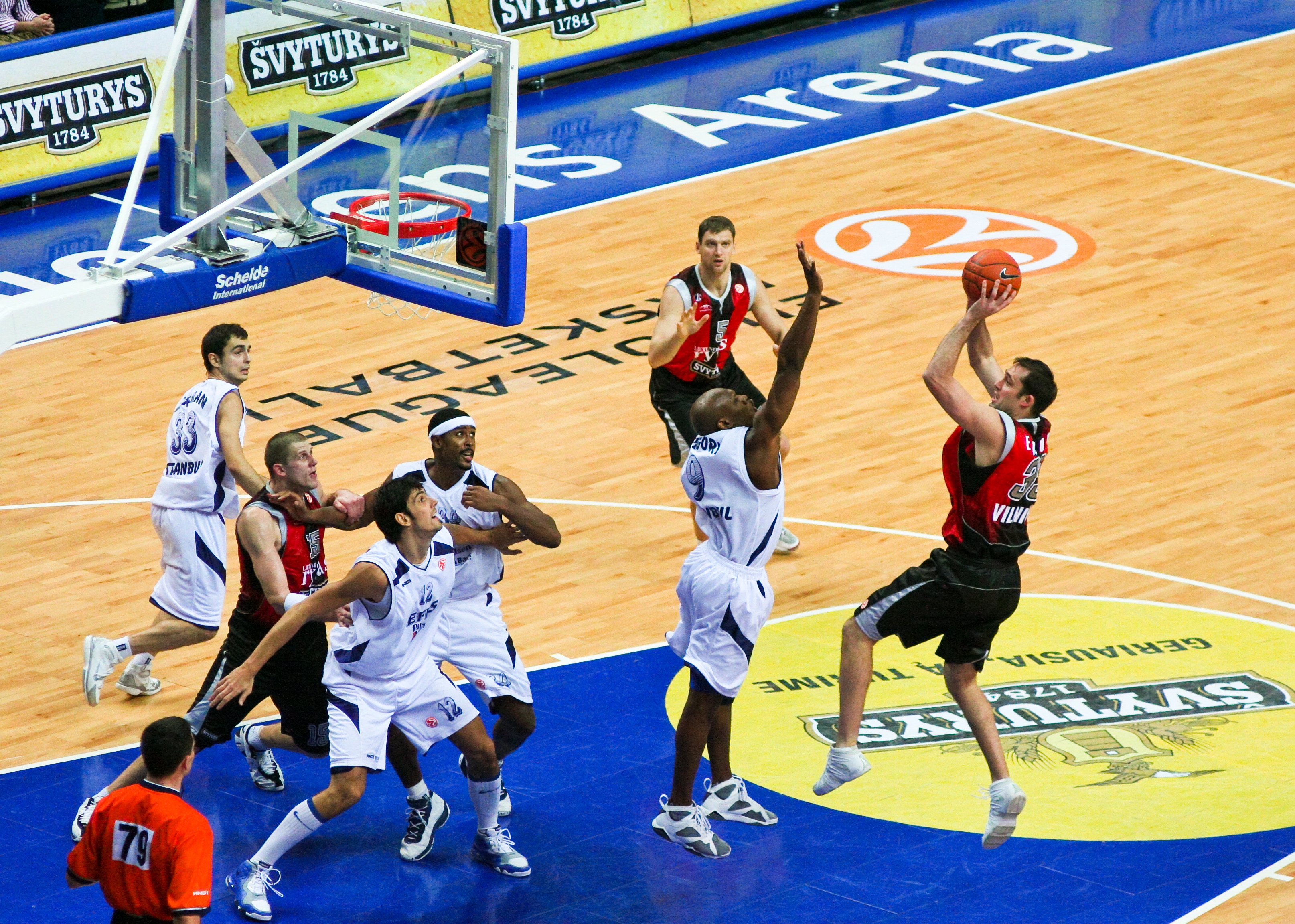
Jugadores del Efes Pilsen defendiendo en un partido de Euroliga ante el Lietuvos Rytas disputado en el 2007 en Lituania.

- Liga de Turquía (16): 1979, 1983, 1984, 1992, 1993, 1994, 1996, 1997, 2002, 2003, 2004, 2005, 2009, 2019, 2021, 2023.
- Copa de Turquía (12): 1994, 1996, 1997, 1998, 2001, 2002, 2006, 2007, 2009, 2015, 2018, 2022.
- Copa del Presidente (12): 1986, 1992, 1993, 1996, 1998, 2000, 2006, 2009, 2010, 2015, 2018, 2019.
- Copa Saporta (0)
  - Subcampeón: 1993.
- Euroliga (2): 2021, 2022
  - Subcampeón: 2019.
- Suproliga (0)
  - Semifinalista: 2001.

## Efes contra equipos NBA
En 2006, Efes Pilsen se convirtió en el primer club turco de baloncesto que fue invitado a jugar contra  equipos NBA. Jugaron contra Denver Nuggets en Denver, Colorado  el 11 de octubre, y contra Golden State Warriors en Oakland, California el 13 de octubre. En 2007, Efes Pilsen jugó contra Minnesota Timberwolves en Estambul en el Abdi İpekçi Arena.
| 10 de octubre de 2006 | Denver Nuggets | 118–102  | Efes Pilsen |                                    |  |
|                       |                |          |             |                                    |  |
|                       |                | Boxscore |             | Pabellón: Pepsi Center, Denver, CO |  |

| 12 de octubre de 2006 | Golden State Warriors | 120–66   | Efes Pilsen |                                     |  |
|                       |                       |          |             |                                     |  |
|                       |                       | Boxscore |             | Pabellón: Oracle Arena, Oakland, CA |  |

| 6 de octubre de 2007 | Minnesota Timberwolves | 84–81    | Efes Pilsen |                                       |  |
|                      |                        |          |             |                                       |  |
|                      |                        | Boxscore |             | Pabellón: Abdi İpekçi Arena, Estambul |  |

## Jugadores célebres
| - Volkan Aydın - Hedo Türkoğlu - Mehmet Okur - Mirsad Türkcan - İbrahim Kutluay - Hüseyin Beşok - Ufuk Sarıca - Serkan Erdoğan - Tamer Oyguç - Murat Evliyaoğlu - Alper Yılmaz - Ömer Onan - Mustafa Abi - - Asım Pars - Kaya Peker - Ender Arslan - Ersan İlyasova - Cenk Akyol - Semih Erden - Kerem Tunçeri - Sinan Guler - Kerem Gönlüm - - Ermal Kuqo - Damir Mulaomerović - Marko Popović - Nikola Prkačin - Nikola Vujčić - Mario Kasun - - Zoran Planinić - - Stanko Barać |  | - Michalis Kakiouzis - Kostas Vasileiadis - Kaspars Kambala - Saulius Štombergas - Petar Naumoski - Predrag Drobnjak - Vlado Šćepanović - Goran Nikolić - Slavko Vraneš - - Daniel Santiago - Vasili Karasev - Zoran Savić - Dušan Kecman - Igor Rakočević - Milos Vujanić - Miroslav Raduljica - Aleksandar Rašić - Duško Savanović - Tadija Dragićević - - Milko Bjelica - Jurica Golemac - Boštjan Nachbar - Sasha Vujačić - - Vlado Ilievski - Esteban Batista - Conrad McRae - Larry Richard - Marcus Brown - Trajan Langdon |  | - Drew Nicholas - Scott Roth - Stanley Roberts - Anthony Mason - - Henry Domercant - Marcus Haislip - Chris Corchiani - Brian Howard - Derrick Alston - Kenny Green - Mark Pope - Scoonie Penn - Bootsy Thornton - Antonio Granger - Lawrence Roberts - Charles Smith - Jordan Farmar - Willie Solomon - Zabian Dowdell - Ronald Murray - Scotty Hopson - Andrew Wisniewski - Jamon Gordon - Tarence Kinsey - - Loren Woods - - Oliver Lafayette - - Rickie Winslow - - Preston Shumpert - - Erwin Dudley |